# Tlaxco, Guerrero
Tlaxco är en ort i Mexiko.   Den ligger i kommunen Xalpatláhuac och delstaten Guerrero, i den sydöstra delen av landet, 240 km söder om huvudstaden Mexico City. Tlaxco ligger 1 693 meter över havet och antalet invånare är 472.
Terrängen runt Tlaxco är lite bergig. Runt Tlaxco är det ganska tätbefolkat, med 65 invånare per kvadratkilometer. Närmaste större samhälle är Malinaltepec, 15,1 km sydväst om Tlaxco. I omgivningarna runt Tlaxco växer huvudsakligen savannskog.